# Londonske noći
Londonske noći je 673. redovna epizoda Zagora objavljena u svesci #205. u izdanju Veselog četvrtka. Na kioscima u Srbiji se pojavila 19. oktobra 2023. Koštala je 350 din (3 €; 3,2 $). Imala je 94 strane. Ovo je drugi deo duže epizode koja ima pet nastavaka. Počela u #204, a završila se u #209.

## Originalna epizoda
Originalna sveska pod nazivom La noti di Londra objavljena je premijerno u #673. regularne edicije Zagora u izdanju Bonelija u Italiji 4. avgusta 2021. Epizodu je nacrtao Dela Monika Rafaele, a scenario napisao Rauh Jakopo. Naslovnu stranu je nacrtao Alesandro Pičineli. Cena sveske za evropskom tržištu iznosila je 4,9 €. 

## Kratak sadržaj
U potrazi za Rakošijem, Zagor i Čiko brodom stižu u London. Nakon iskrcavanja, devojka sa ulice naleže na Zagora i krade mu novčanik. Zagor pokušava da je sustigne, ali devojka njega optužuje za džeparenje. Prolaznici napadaju Zagora, a potom ga juri i policija. Zagor i Čiko beže nakon što im put pokažu trojica dečaka koji pripadaju bandi Ist Enda. Zagor stiže u Izlington, severnu periferiju Londona, gde ga čeka Frida Lang koja živi kod pukovnika Korašija i Samiš-Paše. Frida i Koraši objašnjavaju Zagoru kako je nestao Manfred. Koraši sugeriše da su žene iz Kanonske petorke zapravo žrtve vampira Rakošija, koji se u međuvremenu vratio u Evropu brodom. Zagor bezuspešno pokušava da nađe Manfreda u oliupini broda Salfur ukotvljenom na obali, ali tamo nalazi vampire s kojima se sukobljava. Za to vreme, Manfred se vrača kod Fride u dvorac u grize je u vrat, nakokn čega ona počinje da se pretvara u vampira. Manfred beži iz Fridine vile i sastaje sas sa Mozizom koji ga upućuje prema dalekom dvorcu u Austrougarskoj gde ga očekuje baron Rakoši.

## Vremensko određenje epizode
Deo epizode se dešava u Londonu oko 1888. u vreme kada se desila serija misterioznih ubistava (pet žena pod imenom Kanonska petorka) za koje se verovalo da ih je počinio Džek Trbosek. Zagor i Čiko u London stižu brodom čiji stariji kapetan kaže da se kao mlad mornar borio u bici kod Trafalgara 1805. god. zajedno sa admiralom Nelsonom (1785-1805).

## Prethodno objavljivanje ove epizode
Ova epizoda već je objavljena u Srbiji u posebnoj ediciji Zagora Odabrane priče pod nazivom Rakoši! na stranama 97-190. Sveska je izašla 28.4.2022. kao #60.

## Prethodna i naredna epizoda
Prethodna sveska Zagora u okviru redovne edicije nosila je naslov Predskazanje (#204), a naredna Neupokojeni (#206).